# لا جرانخويلا (قرطبة)
بلدية لا جرانخويلا (بالإسبانية: La Granjuela)‏، هي إحدى بلديات مقاطعة قرطبة إحدى مقاطعات إسبانيا، و التي تقع في منطقة الأندلس جنوب إسبانيا.
يبلغ عدد سكانها 526 نسمة وفقاً لإحصائية سنة (2007).